# Biroul pentru Instituții Democratice și Drepturile Omului

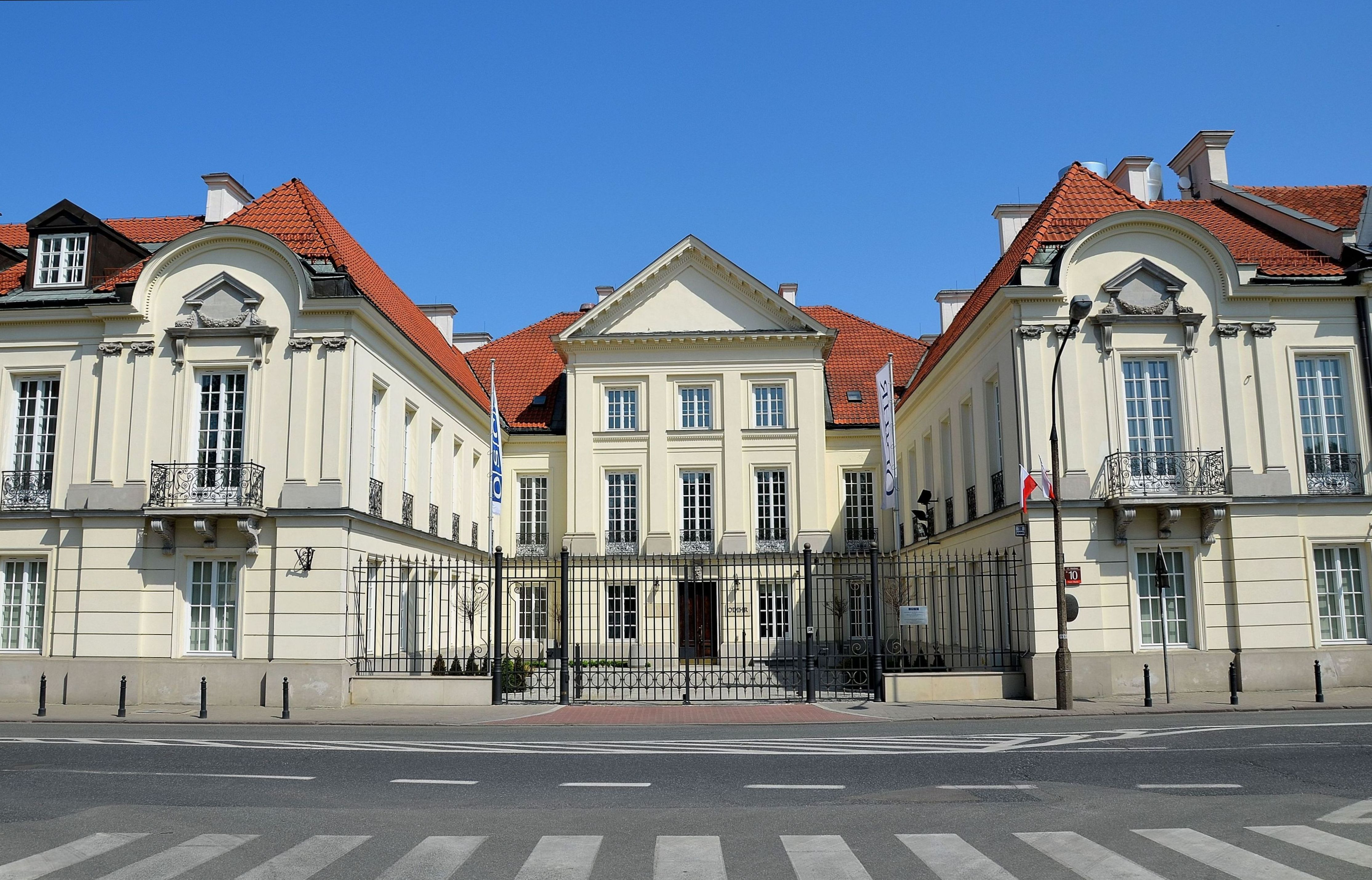
Palatul Młodziejowski din Varșovia, sediul ODIHR

Biroul pentru Instituțiile Democratice și Drepturile Omului (engleză Office for Democratic Institutions and Human Rights  ODIHR ) este principala instituție a Organizației pentru Securitate și Cooperare în Europa (OSCE) ce se ocupă în principal cu "factorul uman" al securității. Oficiul, numit în trecut și Oficiul pentru alegeri libere, a fost creat în 1990 de către Tratatul de la Paris (1951) și stabilit în 1991. Numele biroului a fost schimbat în 1992 pentru a-și reflecta noile răspunderi alocate în urma Summitului de la Helsinki. 
Cu sediul la Varșovia (Polonia), BIDDO este activă în toate cele 57 de state participante ale OSCE. Acesta ajută guvernele să își îndeplinească angajamentele ca state participante ale OSCE în domeniile alegerilor, drepturilor omului, democrației, statului de drept, toleranței și nediscriminării. Oficiul găzduiește, de asemenea, punctul de contact al organizației pentru problemele romilor și sintiștilor.
BIDDO este cel mai bine cunoscut pentru rolul său în observarea alegerilor. A observat mai mult decât alegeri în regiunea OSCE și a dislocat aproximativ 75 000 de observatori. 
Oficiul organizează întâlnirea anuală a OSCE privind implementarea dimensiunii umane la Varșovia, cea mai mare conferință a drepturilor omului din Europa.
Directorul BIDDO (ODIHR) este Ingibjörg Sólrún Gísladóttir (Iceland). Biroul are un personal de aproximativ 180.

## Activități ale observatorilor electorali internaționali ale BIDDO
În timpul alegerilor din 2012 din Statele Unite ale Americii, în urma unor rapoarte mediatice care au legat observatorii electorali internaționali BIDDO la Națiunile Unite și i-au acuzat că au intenții de a interveni în alegeri, observatorii care au declarat că sunt în Statele Unite pentru a revizui mai multe valori de referință ale democrației alegerile, au fost blocate din sondaje în nouă state din cele 50 de state: Alabama, Alaska, Florida, Iowa, Michigan, Mississippi, Ohio, Pennsylvania și Texas.

## Directori BIDDO (ODIHR)
- Ingibjörg Sólrún Gísladóttir (Iceland): 2017-
- Michael Georg Link (Germania): 2014-2017
- Janez Lenarčič (Slovenia): 2008-2014
- Christian Strohal (Austria): 2003-2008
- Gérard Stoudmann (Switzerland): 1997-2003
- Audrey Glover (United Kingdom): 1994-1997
- Luchino Cortese (Italy): 1991-1997